# Från insidan
Från insidan är en svensk dramaserie som hade premiär på SVT1 och SVT Play den 24 november 2024. Första säsongen är regisserad av Filip Iversen efter ett manus skrivet av Sanne Övermark. Serien är baserad på ett stort antal intervjuer med intagna och kriminalvårdare.

## Handling
Serien kretsar kring tre gängkriminella män som genomgår terapibehandling i fängelset.

## Rollista
| Nesim Mir                 | – Yousef        |
| Tyrone Michele            | – Elias         |
| Rasmus Savic              | – Alex          |
| David Nzinga              | – psykologen    |
| Inez Micaella Andersson   | – Lisa          |
| Pär Stojlikovic Malmström | – Pelle         |
| Mikhail Fedorchenko       | – Vladi         |
| Miodrag Stojanovic        | – chef          |
| Micha Fedorchenko         |                 |
| Victor Segerhagen         | – Platon        |
| Helen Al-Janabi           | – Yousefs mamma |
| Ronja Svedmark            | – åklagaren     |